# Тиблен, Николай Львович
Никола́й Льво́вич Тибле́н (1834—1888) — русский издатель 1860-х годов, впоследствии английский (как Nicolas Leon Thieblin) и американский (как Napoleon L. Thiéblin) журналист.

## Биография
Родился в семье архитектора, потомка французских роялистов, бежавших от революции в Болонью, а затем осевших в России. Не окончив гимназии, поступил в Михайловское артиллерийское училище, из которого выпущен в 1854 году, не окончив курса. Участник Крымской войны, контужен. Служил в звании подпоручика, в 1856 году переведён на должность прапорщика в лейб-гвардии артиллерийскую бригаду. В 1857 году вышел в отставку и поступил на службу в Министерство внутренних дел, секретарём Департамента общих дел. В 1858 году женился на Евгении Карловне Задлер, дочери известного врача Карла Задлера, за которой получил большое приданое.
В 1859 году покинул службу, открыв собственную типографию на Васильевском острове. Тиблен быстро стал одним из крупных издателей. Он публиковал сочинения Ф. Гизо, Т. Б. Маколея, Г. Т. Бокля, Куно Фишера, Герберта Спенсера, Ж. Г. Курсель-Сенеля, Джона Стюарта Милля, Д. Г. Льюиса, Г. Молинари, А. Карреля (часто впервые на русском языке). В 1862 году осуществил первое полное издание «Горя от ума» и в том же году выпустил второе исправленное издание по рукописи Жандра, правленной автором, с иллюстрациями М.С.Башилова. Сам Тиблен также много переводил, писал предисловия к книгам.
Тиблен был человек без основательной научной подготовки, но очень способный, и видно, было, что одно время он много и с толком читал, к тому же в совершенстве знал французский, немецкий и английский языки. Он способен был много работать; зачастую ночи напролет просиживал за корректурами, так как, не полагаясь даже на патентованных переводчиков, он сам все выверял по подписным корректурам, и случалось, что живого места не оставалось от первоначального перевода. Издательское дело шло у него хорошо; тогда завод в три тысячи экземпляров не считался большим, и через какой-нибудь год, много два, часто требовалось новое издание. Но… «женщины — вот что его сгубило», и Тиблен, несмотря на всю свою изворотливость, кончил плохо: во второй половине 60-х гг. бежал за границу, оставив неоплатные долги.
В 1868 году Тиблен выехал за границу, оставив основанный им в том же году журнал «Современное обозрение». Сначала обосновался в Люксембурге, и вскоре одна его корреспонденция оттуда попалась на глаза редактору английской газеты Pall Mall Gazette Фредерику Гринвуду и так ему понравилась, что Тиблена вызвали в Лондон, зачислили в штат, и с 29 июня 1869 года в газете стали появляться его саркастические фельетоны об английских нравах. Они публиковались под псевдонимом Азамат Батук (Azamat Batuk) и были написаны от лица турка; в 1870 году они вышли отдельным изданием. Современники сравнивали его с Мэтью Арнольдом. В том же году познакомился с Марксом и устроил публикацию в своей газете заявления Генерального совета Интернационала о Франко-прусской войне, а также статей Энгельса на эту тему. В 1870—1871 годах военный корреспондент во французских войсках.. В 1872—1873 военный корреспондент для New York Herald на Второй карлистской войне в войсках Дона Карлоса Младшего.
В 1874 году получил приглашение читать лекции об этой войне в США. Там редактор нью-йоркской газеты «Сан» Чарльз Андерсон Дана предложил ему работу в редакции. Тиблен принял предложение и остался в США до конца жизни.
Эдвард Пейдж Митчелл вспоминал о Тиблене в последний период его жизни:
Это был журналист широких взглядов, француз по крови и русский по рождению. Он повидал практически всё, что можно увидеть в цивилизованном и полуцивилизованном мирах. У него был европейская репутация, завоёванная под псевдонимом Азамат Батук в качестве корреспондента Pall-Mall Gazette. Он прошёл через Карлистскую войну 1873 года для беннетовской «Геральд» в тесном контакте с Претендентом и его генералами, а потом написал об этом яркую книгу. Он говорил с Дана по-французски, дружелюбно ухмылялся моим попыткам заговорить по-французски, писал для «Сан» на хорошем английском под различными псевдонимами, в том числе «Monsieur X» и «Rigolo». Он много писал о театре, спорте, музыке, живописи, международной политике; он был теоретиком и практиком финансовых спекуляций, и вдобавок гурманом первого разряда.
В США Тиблин женился на американке, уроженке города Балтимор Мэри Эллен Гамильтон, взявшей его фамилию (Mary Ellen Hamilton Theiblin).  Похоронен на кладбище Сайпресс-Хиллз в Бруклине.

## Семья
- отец — Лев Яковлевич (Луи Огюст) Тиблен (Louis Auguste Thieblin, 1803—1860?), архитектор, приглашён в Россию в качестве придворного архитектора, но уволен после пожара в Зимнем дворце; построил несколько домов в Петербурге. По ено проектам построены: церковь Праведного Лазаря в составе ансамбля Александро-Невской лавры (1835—1836), Институт принцессы Терезии Ольденбургской и церковь Воскресения Христова при нем (1841), церковь Покрова Пресвятой Богородицы в Троице-Сергиевой Приморской пустыни (1847).
- мать — Эмилия Мартыновна Тиблен, урожд. Форбек (Emilie Vorbeck, 1812—1880).
- сестра — Эмилия (1842—?), вышла замуж за Александра Антоновича Жука (1841—1892), члена общества «Земля и воля»[10], позже — директора Владикавказской железной дороги.
- брат — Лев Львович Тиблен (1836—1883), коллежский регистратор; служил в Саратове.
- сестра — Мария (1837—1906), вышла замуж за Эраста Сергеевича Зволянского (1818—1889), дослужившегося до генерал-лейтненанта кавалерии; управляющий Лимаревским конным заводом; их сын — Сергей Эрастович Зволянский, директор департамента полиции.
- брат — Михаил (1845—1906), служащий Ландварово-Роменской железной дороги.
- жена — Евгения Карловна Тиблен, урождённая Задлер (Johanna Justina Julia Sadler; 1837—?), переводчица, член Женской издательской артели; после бегства мужа вышла замуж за Николая Осиповича Антонова (Антониашвили), по документам стала Эмилия Карловна Антонова. Сын, рожденный ею во втором браке — Георгий Николаевич Антонов (1880—1959), стал ученым-химиком[11].
  - дочь — Надежда Николаевна Тиблен (1862 —после 1919), работала сначала домашней учительницей, затем — начальница основанной женской гимназии в Екатеринославе, которая под ее руководством стала одной из лучших в городе и получила именование по фамилии директора — гимназия Тиблен. Здесь преподавали русский, немецкий и французский языки, математику, физику, естествознание, космографию, историю, географию, гигиену, искусство.
  - дочь — Ольга Николаевна Тиблен (1865—1938) была домашней воспитательницей детей Льва Толстого, знала шесть иностранных языков, переводила поэзию с французского и немецкого. В советское время стала автором научного исследования «Высший суд» Пушкина (Самооценка поэта)», написанного в 1937 году.
  - дочь — Вера (1868—до 1915).

## Сочинения
- A little book about Great Britain, by Azamat-Batuk, 1870
- Spain and the Spaniards, 1874